# Marie-Anne Botot Dangeville
Pour les articles homonymes, voir Dangeville.
Marie-Anne Botot dite Mlle Dangeville la jeune est une comédienne française née à Paris le 29 décembre 1714 et morte dans l'ancien 10e arrondissement de Paris le 29 février 1796.
Issue d'une  famille de comédiens, elle était appréciée au XVIIIe siècle surtout pour ses rôles comiques.

## Biographie
Fille d’Antoine-François Botot Dangeville et de Catherine Desmares, elle débute sur la scène à l’âge de huit ans. Tandis que son père lui enseigne la danse, sa mère, son oncle et sa tante lui apprennent la tragédie et la comédie. Le 28 janvier 1730, à l'âge de 15 ans, elle joue son premier rôle important dans une comédie de Philippe Néricault Destouches, Le Médisant. Elle est reçue deux mois plus tard dans la troupe des Comédiens du roi où elle « remplit d’une manière inimitable les rôles de soubrettes, & plusieurs autres caractères » et connait un succès qui ne se démentira pas pendant un tiers de siècle.
En 1763, elle quitte la scène et se retire à Vaugirard, dans la maison que lui a procurée son protecteur, le duc de Praslin. Elle y reçoit des amis poètes et des écrivains tels qu'Antoine-Marin Lemierre, Claude Joseph Dorat, Germain-François Poullain de Saint-Foix et y donne régulièrement des fêtes, en particulier à l'Assomption, qui est aussi « sa fête ». À l'occasion de celle du 15 août 1768, après un dîner de « beaux esprits » réunis chez elle et l'inauguration, dans son jardin, de sa statue « sous la figure de Thalie », elle ouvre sa propriété aux villageois à qui sont offerts des « rafraîchissemens » ; un feu d'artifice « très brillant » termine le spectacle. En 1773, « Les Comédiens François ayant toujours conservé une estime particulière pour Mlle Dangeville qui a fait les beaux jours de leur théâtre pendant trente-trois ans (...) ont célébré sa fête le 15 d’Août, à sa maison de Vaugirard, en lui donnant une représentation de la Partie de chasse de Henri IV, sur un petit théâtre construit dans un des bosquets de son jardin. L’illusion était complète, surtout au second acte, où la forêt étoit représentée par la nature … »,,. Marie-Anne Dangeville habitera sa « maison de plaisance » de Vaugirard jusqu'à la fin des années 1780.
Après avoir vécu jusqu'à un âge avancé, elle devient elle-même un personnage de comédie au siècle suivant, lorsque la mode s'empare des grandes actrices du passé pour en faire des héroïnes de vaudevilles.

## Jugements contemporains
Claude Joseph Dorat

« Il me semble la voir l'œil brillant de gaîté,
Parler, agir, marcher avec légèreté ;
Piquante sans apprêt et vive sans grimace,
À chaque mouvement découvrir une grâce,
Sourire, s'exprimer, se taire avec esprit,
Joindre le jeu muet à l'éclair du débit,
Nuancer tous les tons, varier sa figure,
Rendre l'art naturel et parer la nature. »

Rédacteurs des Mémoires secrets

« Il n’y a que vous qui ne vieillissez point, inimitable Dangeville ! Toujours fraîche, toujours nouvelle, à chaque fois on croit vous voir pour la première. La nature s’est plu à vous prodiguer les dons, somme si l’art eût du tout vous refuser, et l’art s’est efforcé de vous enrichir de ses perfections, comme si la nature ne vous eût rien accordé. Quel feu dans votre dialogue ! Quelle expression dans votre scène muette ! Quelle force comique dans le moindre de vos gestes ! Quel aveugle préjugé vous refuse dans la société un esprit qui pétille dans vos yeux, qui brille sur toute votre physionomie ! Si l’on voulait personnifier cette intelligence humaine, on ne pourrait lui donner une figure mieux assortie que la vôtre. Continuez à faire les délices et l’admiration de la scène française. Que sur votre modèle puissent se former des actrices dignes de vous remplacer ! espoir d’autant moins fondé, que plus elles auront de sagacité pour saisir la finesse de votre jeu, plus elles se sentiront hors d’état de vous atteindre. »

Charles-Simon Favart

« Mademoiselle Dangeville quittera à Pâque (...) depuis que le théâtre est théâtre, la comédie française n'aura jamais fait une perte plus irréparable. (...) c'est de cette actrice que j'attends ma réussite, elle me fait trouver de l'esprit où je n'en ai pas mis. »

Melchior Grimm

« Mlle Dangeville était chargée du rôle de l’aimable Française, et comme cette charmante actrice est depuis longtemps en possession de faire applaudir même ce qu’elle n’a pas dit encore, il ne lui a pas été difficile de faire réussir un personnage d’ailleurs si peu intéressant et si absurde. Une circonstance particulière, ajoutant à la passion du public pour cette actrice, a tourné au profit de la pièce : c’est que Mlle Dangeville quitte le théâtre, et dans cette comédie nous devions jouir de ses talents pour la dernière fois. Jamais actrice n’a été regrettée à plus juste titre, et sa perte est d’autant plus fâcheuse qu’il n’y a nulle apparence qu’elle puisse être réparée [...]. Mlle Dangeville, à l’âge de près de cinquante ans, n’avait pas l’air, sur le théâtre, d’en avoir trente ; la finesse et les grâces de sa figure étaient relevées par les grâces, la finesse et la vivacité de son jeu. Il y a plus de trente ans qu’elle joue la comédie ; mais elle aurait pu rester au théâtre encore dix ans, et faire les délices de Paris. »

Nicolas Bricaire de la Dixmerie

« La Comédie a fait des pertes dignes de tous nos regrets. Pour en avoir la preuve, il suffit de nommer l'inimitable Mademoiselle Dangeville. Vous avez vu, Monsieur, cette Actrice unique ; vous applaudissiez avec transport à ses rares talens, & c'est l'effet qu'ils ont toujours produit sur toutes les classes de Spectateurs. Il n'y eut jamais à son égard ni refroidissement, ni partage d'opinions. Mais aussi quelle finesse de tact & de jeu ! Quel enjoûment, quelle vivacité dans ses rôles de soubrette ! Quelle décence, quelle vérité dans ceux d'un genre noble ! Quelle pittoresque imitation dans ceux qu'on nomme rôles de caractères ! Tout fut marqué à son coin véritable : tous les traits furent exprimés ; toutes les nuances saisies & distinctes : en un mot, Mademoiselle Dangeville eut le vrai génie de son art, & et elle y joignit tout ce que l'esprit & le goût peuvent ajouter au génie. »

## Théâtre
- 1730 : Le Médisant de Philippe Néricault Destouches
- 1742 : Amour pour amour de Pierre-Claude Nivelle de La Chaussée : Nadine
- 1754 : Les Tuteurs de Charles Palissot de Montenoy : Marton
- 1763 : L'Anglais à Bordeaux de Charles-Simon Favart : La marquise de Floricourt